# كازوتشي يامادا
كازوتشي يامادا (باليابانية: 山田和司؛ بالكانا: やまだ かずし) هو لاعب كرة الريشة ياباني، ولد في 21 فبراير 1987 في إهيمه في اليابان.

## وصلات خارجية
- كازوتشي يامادا على موقع BWF.tournamentsoftware.com (الإنجليزية)
- كازوتشي يامادا على موقع BWFbadminton.com (الإنجليزية)